# Биоэнергетика (альтернативная медицина)
Биоэнерге́тика, биоэнергоинформатика, биоэнерготерапия — группа теорий и практик альтернативной медицины, психотерапии и экстрасенсорики, использующих псевдонаучные концепции существования «биоэнергии» или «биополя».
Ключевое понятие в биоэнергетике — «биоэнергия». Термин биоэнергия имеет аналоги в различных традициях — прана в йоге, энергия ци в даосизме и традиционной китайской медицине, пятый элемент в алхимии, эфир в оккультизме, оргоническая энергия у В. Райха. В тибетской медицине используется одновременно два понятия — и прана, и ци.
Биоэнергетические методы в альтернативной медицине имеют устоявшееся в США и других западных странах понятие — энергетическая медицина.

## Отношениехристианствак биоэнергетике
Безусловно противоречат православному христианскому вероучению методы оккультной медицины: лечение с помощью «космического разума», парапсихология, биоэнергетика, экстрасенсорика, телецелительство, магия (белая, чёрная или любого другого «оттенка»), молитвы народных целителей, снятие порчи, сглаза, йога, астрологические прогнозы и т. п. 
Отрицательно относится церковь и к НЛП, гипнозу и кодированию. Если общий массаж не противоречит православному вероучению, то бесконтактный или биоэнергетический массаж православная церковь не приемлет.